# Haaparasti (ö, lat 62,91, long 27,55)
Haaparasti är en ö i Finland. Den ligger i sjön Kallavesi (norra delen) och i kommunen Kuopio i den ekonomiska regionen  Kuopio ekonomiska region  och landskapet Norra Savolax, i den centrala delen av landet, 300 km norr om huvudstaden Helsingfors. Öns största längd är 20 meter i sydväst-nordöstlig riktning.